# إد سيوارد
إد سيوارد (بالإنجليزية: Ed Seward)‏ هو لاعب كرة قاعدة أمريكي، ولد في 29 يونيو 1867 في كليفلاند في الولايات المتحدة، وتوفي بنفس المكان في 30 يوليو 1947.

## وصلات خارجية
- إد سيوارد على موقعبيزبول رفرنس.كوم (الدوري الرئيسي) (الإنجليزية)
- إد سيوارد على موقعبيزبول رفرنس.كوم (الدوري الثانوي) (الإنجليزية)